# Война за мантуанское наследство
Война за Мантуанское наследство (1628—1631 годы) — война, которая велась за выморочные (с конца 1627 года) герцогства Мантую и Монферрато.
На трон претендовали ставленник Франции герцог Неверский Карл I Гонзага, и ставленник Габсбургов князь Гвасталлы Ферранте II Гонзага, а также герцог Савойский Карл-Эммануил I, с которым Испания заключила договор о разделе Монферрато. Иногда выделяется в отдельный этап Тридцатилетней войны.

## Предыстория
В 1613—1617 годы, после вступления на престол предпоследнего из прямой линии Гонзага — Фердинандо I Гонзага успела состояться Первая война за Монферрат, которая была вызвана тем, что его старший брат и предшественник, Франческо IV Гонзага умер, оставив единственную дочь Марию, дед которой по женской линии, Карл Эммануил Савойский, заявил от её имени права на наследуемое по женской линии герцогство Монферрат. В итоге Монферрат остался за Мантуей.
Третий брат, Винченцо II Гонзага, последний представитель прямой линии, скончался в 1627 году, не оставив потомства. На его наследство, поддерживаемые представителями различных сторонних сил, стали претендовать представители боковых ветвей Гонзага.
В день кончины Винченцо Карл Неверский женил своего сына и наследника Карло II, герцога Ретельского, на Марии Гонзага, дочери старшего брата Винченцо, Франческо IV Гонзага, покойного герцога, и Маргариты Савойской, подкрепив тем самым свои права на престол. Габсбурги оценили эту поспешную свадьбу как интригу, но Карл Неверский всё равно принял полномочия герцога 17 января 1628 года.
Затем свои права на наследование предъявили герцоги Гвасталлы, поощрённые Габсбургами. А Карл-Эммануил Савойский, отец Маргариты Савойской и дед Марии Гонзага, унаследовавшей Монферратское герцогство по женской линии, по сепаратному договору с Габсбургами решил забрать эти земли под свой контроль.
|                                 |                                 |                                 |                                 |                                 |                                 |  |  |                               |                               |                               |                               |                               |                               |  |  | Франческо II Гонзага (1484–1519)                                |                                                                 |                                                                 |                                                                 |                                                                 |                                                                 |  |  |                                           |                                           |                                           |                                           |                                           |                                           |  |  |  |  |  |  |  |  |  |  |  |  |  |  |  |  |  |  |  |  |  |  |
|                                 |                                 |                                 |                                 |                                 |                                 |  |  |                               |                               |                               |                               |                               |                               |  |  |                                                                 |                                                                 |                                                                 |                                                                 |                                                                 |                                                                 |  |  |                                           |                                           |                                           |                                           |                                           |                                           |  |  |  |  |  |  |  |  |  |  |  |  |  |  |  |  |  |  |  |  |  |  |
|                                 |                                 |                                 |                                 |                                 |                                 |  |  |                               |                               |                               |                               |                               |                               |  |  |                                                                 |                                                                 |                                                                 |                                                                 |                                                                 |                                                                 |  |  |                                           |                                           |                                           |                                           |                                           |                                           |  |  |  |  |  |  |  |  |  |  |  |  |  |  |  |  |  |  |  |  |  |  |
|                                 |                                 |                                 |                                 |                                 |                                 |  |  | Федерико II Гонзага (1519–40) | Федерико II Гонзага (1519–40) | Федерико II Гонзага (1519–40) | Федерико II Гонзага (1519–40) | Федерико II Гонзага (1519–40) | Федерико II Гонзага (1519–40) |  |  |                                                                 |                                                                 |                                                                 |                                                                 |                                                                 |                                                                 |  |  | Ферранте, герцог Гвасталла (1539–57)      | Ферранте, герцог Гвасталла (1539–57)      | Ферранте, герцог Гвасталла (1539–57)      | Ферранте, герцог Гвасталла (1539–57)      | Ферранте, герцог Гвасталла (1539–57)      | Ферранте, герцог Гвасталла (1539–57)      |  |  |  |  |  |  |  |  |  |  |  |  |  |  |  |  |  |  |  |  |  |  |
|                                 |                                 |                                 |                                 |                                 |                                 |  |  | Федерико II Гонзага (1519–40) | Федерико II Гонзага (1519–40) | Федерико II Гонзага (1519–40) | Федерико II Гонзага (1519–40) | Федерико II Гонзага (1519–40) | Федерико II Гонзага (1519–40) |  |  |                                                                 |                                                                 |                                                                 |                                                                 |                                                                 |                                                                 |  |  | Ферранте, герцог Гвасталла (1539–57)      | Ферранте, герцог Гвасталла (1539–57)      | Ферранте, герцог Гвасталла (1539–57)      | Ферранте, герцог Гвасталла (1539–57)      | Ферранте, герцог Гвасталла (1539–57)      | Ферранте, герцог Гвасталла (1539–57)      |  |  |  |  |  |  |  |  |  |  |  |  |  |  |  |  |  |  |  |  |  |  |
|                                 |                                 |                                 |                                 |                                 |                                 |  |  |                               |                               |                               |                               |                               |                               |  |  |                                                                 |                                                                 |                                                                 |                                                                 |                                                                 |                                                                 |  |  |                                           |                                           |                                           |                                           |                                           |                                           |  |  |  |  |  |  |  |  |  |  |  |  |  |  |  |  |  |  |  |  |  |  |
| Франческо III Гонзага (1540–50) | Франческо III Гонзага (1540–50) | Франческо III Гонзага (1540–50) | Франческо III Гонзага (1540–50) | Франческо III Гонзага (1540–50) | Франческо III Гонзага (1540–50) |  |  | Гулиельмо Гонзага (1550–87)   | Гулиельмо Гонзага (1550–87)   | Гулиельмо Гонзага (1550–87)   | Гулиельмо Гонзага (1550–87)   | Гулиельмо Гонзага (1550–87)   | Гулиельмо Гонзага (1550–87)   |  |  | Луи Гонзага, герцог Неверский (1581–95)                         | Луи Гонзага, герцог Неверский (1581–95)                         | Луи Гонзага, герцог Неверский (1581–95)                         | Луи Гонзага, герцог Неверский (1581–95)                         | Луи Гонзага, герцог Неверский (1581–95)                         | Луи Гонзага, герцог Неверский (1581–95)                         |  |  | Чезаре I, герцог Гвасталла (1557–75)      | Чезаре I, герцог Гвасталла (1557–75)      | Чезаре I, герцог Гвасталла (1557–75)      | Чезаре I, герцог Гвасталла (1557–75)      | Чезаре I, герцог Гвасталла (1557–75)      | Чезаре I, герцог Гвасталла (1557–75)      |  |  |  |  |  |  |  |  |  |  |  |  |  |  |  |  |  |  |  |  |  |  |
| Франческо III Гонзага (1540–50) | Франческо III Гонзага (1540–50) | Франческо III Гонзага (1540–50) | Франческо III Гонзага (1540–50) | Франческо III Гонзага (1540–50) | Франческо III Гонзага (1540–50) |  |  | Гулиельмо Гонзага (1550–87)   | Гулиельмо Гонзага (1550–87)   | Гулиельмо Гонзага (1550–87)   | Гулиельмо Гонзага (1550–87)   | Гулиельмо Гонзага (1550–87)   | Гулиельмо Гонзага (1550–87)   |  |  | Луи Гонзага, герцог Неверский (1581–95)                         | Луи Гонзага, герцог Неверский (1581–95)                         | Луи Гонзага, герцог Неверский (1581–95)                         | Луи Гонзага, герцог Неверский (1581–95)                         | Луи Гонзага, герцог Неверский (1581–95)                         | Луи Гонзага, герцог Неверский (1581–95)                         |  |  | Чезаре I, герцог Гвасталла (1557–75)      | Чезаре I, герцог Гвасталла (1557–75)      | Чезаре I, герцог Гвасталла (1557–75)      | Чезаре I, герцог Гвасталла (1557–75)      | Чезаре I, герцог Гвасталла (1557–75)      | Чезаре I, герцог Гвасталла (1557–75)      |  |  |  |  |  |  |  |  |  |  |  |  |  |  |  |  |  |  |  |  |  |  |
|                                 |                                 |                                 |                                 |                                 |                                 |  |  | Винченце I (1587–1612)        | Винченце I (1587–1612)        | Винченце I (1587–1612)        | Винченце I (1587–1612)        | Винченце I (1587–1612)        | Винченце I (1587–1612)        |  |  | Шарль III Неверский (1595–37) / Карло I Гонзага-Невер (1627–37) | Шарль III Неверский (1595–37) / Карло I Гонзага-Невер (1627–37) | Шарль III Неверский (1595–37) / Карло I Гонзага-Невер (1627–37) | Шарль III Неверский (1595–37) / Карло I Гонзага-Невер (1627–37) | Шарль III Неверский (1595–37) / Карло I Гонзага-Невер (1627–37) | Шарль III Неверский (1595–37) / Карло I Гонзага-Невер (1627–37) |  |  | Ферранте II, герцог Гвасталла (1575–1630) | Ферранте II, герцог Гвасталла (1575–1630) | Ферранте II, герцог Гвасталла (1575–1630) | Ферранте II, герцог Гвасталла (1575–1630) | Ферранте II, герцог Гвасталла (1575–1630) | Ферранте II, герцог Гвасталла (1575–1630) |  |  |  |  |  |  |  |  |  |  |  |  |  |  |  |  |  |  |  |  |  |  |
|                                 |                                 |                                 |                                 |                                 |                                 |  |  | Винченце I (1587–1612)        | Винченце I (1587–1612)        | Винченце I (1587–1612)        | Винченце I (1587–1612)        | Винченце I (1587–1612)        | Винченце I (1587–1612)        |  |  | Шарль III Неверский (1595–37) / Карло I Гонзага-Невер (1627–37) | Шарль III Неверский (1595–37) / Карло I Гонзага-Невер (1627–37) | Шарль III Неверский (1595–37) / Карло I Гонзага-Невер (1627–37) | Шарль III Неверский (1595–37) / Карло I Гонзага-Невер (1627–37) | Шарль III Неверский (1595–37) / Карло I Гонзага-Невер (1627–37) | Шарль III Неверский (1595–37) / Карло I Гонзага-Невер (1627–37) |  |  | Ферранте II, герцог Гвасталла (1575–1630) | Ферранте II, герцог Гвасталла (1575–1630) | Ферранте II, герцог Гвасталла (1575–1630) | Ферранте II, герцог Гвасталла (1575–1630) | Ферранте II, герцог Гвасталла (1575–1630) | Ферранте II, герцог Гвасталла (1575–1630) |  |  |  |  |  |  |  |  |  |  |  |  |  |  |  |  |  |  |  |  |  |  |
|                                 |                                 |                                 |                                 |                                 |                                 |  |  |                               |                               |                               |                               |                               |                               |  |  |                                                                 |                                                                 |                                                                 |                                                                 |                                                                 |                                                                 |  |  |                                           |                                           |                                           |                                           |                                           |                                           |  |  |  |  |  |  |  |  |  |  |  |  |  |  |  |  |  |  |  |  |  |  |
| Франческо IV (1612)             | Франческо IV (1612)             | Франческо IV (1612)             | Франческо IV (1612)             | Франческо IV (1612)             | Франческо IV (1612)             |  |  | Фердинандо I (1612–26)        | Фердинандо I (1612–26)        | Фердинандо I (1612–26)        | Фердинандо I (1612–26)        | Фердинандо I (1612–26)        | Фердинандо I (1612–26)        |  |  | Винченцо I Гонзага (1626–27)                                    | Винченцо I Гонзага (1626–27)                                    | Винченцо I Гонзага (1626–27)                                    | Винченцо I Гонзага (1626–27)                                    | Винченцо I Гонзага (1626–27)                                    | Винченцо I Гонзага (1626–27)                                    |  |  | Чезаре II, герцог Гвасталла (1630–32)     | Чезаре II, герцог Гвасталла (1630–32)     | Чезаре II, герцог Гвасталла (1630–32)     | Чезаре II, герцог Гвасталла (1630–32)     | Чезаре II, герцог Гвасталла (1630–32)     | Чезаре II, герцог Гвасталла (1630–32)     |  |  |  |  |  |  |  |  |  |  |  |  |  |  |  |  |  |  |  |  |  |  |
| Франческо IV (1612)             | Франческо IV (1612)             | Франческо IV (1612)             | Франческо IV (1612)             | Франческо IV (1612)             | Франческо IV (1612)             |  |  | Фердинандо I (1612–26)        | Фердинандо I (1612–26)        | Фердинандо I (1612–26)        | Фердинандо I (1612–26)        | Фердинандо I (1612–26)        | Фердинандо I (1612–26)        |  |  | Винченцо I Гонзага (1626–27)                                    | Винченцо I Гонзага (1626–27)                                    | Винченцо I Гонзага (1626–27)                                    | Винченцо I Гонзага (1626–27)                                    | Винченцо I Гонзага (1626–27)                                    | Винченцо I Гонзага (1626–27)                                    |  |  | Чезаре II, герцог Гвасталла (1630–32)     | Чезаре II, герцог Гвасталла (1630–32)     | Чезаре II, герцог Гвасталла (1630–32)     | Чезаре II, герцог Гвасталла (1630–32)     | Чезаре II, герцог Гвасталла (1630–32)     | Чезаре II, герцог Гвасталла (1630–32)     |  |  |  |  |  |  |  |  |  |  |  |  |  |  |  |  |  |  |  |  |  |  |
| Мария Гонзага                   |                                 |                                 |                                 |                                 |                                 |  |  |                               |                               |                               |                               |                               |                               |  |  |                                                                 |                                                                 |                                                                 |                                                                 |                                                                 |                                                                 |  |  |                                           |                                           |                                           |                                           |                                           |                                           |  |  |  |  |  |  |  |  |  |  |  |  |  |  |  |  |  |  |  |  |  |  |

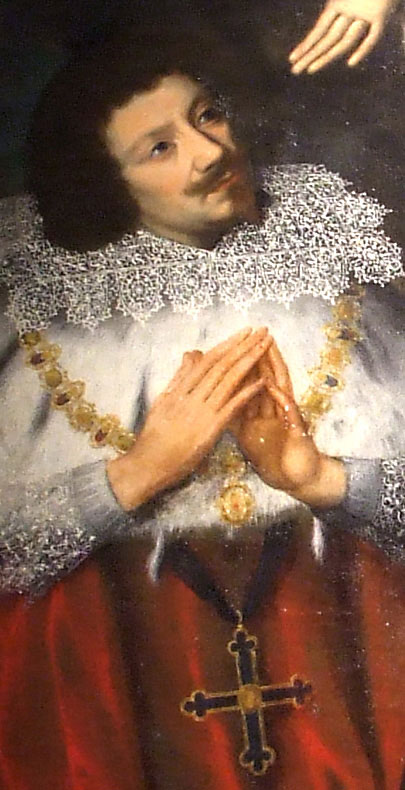
Карл Неверский

Карл Неверский, сын французской аристократки Генриетты Клевской и герцог Франции, имел мощную поддержку со стороны Людовика XIII. Также его права подтвердил папа Урбан VIII. Император Фердинанд II, женатый на Элеоноре Гонзага, сестре трёх последних покойных герцогов, решил поддержать другого кандидата, Ферранте II (Фердинанда), герцога Гвасталлы, желая даже скорее присоединить Мантуанское герцогство к владениям Священной Римской империи и сделав герцога Гвасталлы удобным инструментом для этой цели. Испания желала сохранить контроль над этим регионом, так как в опасности мог оказаться «испанский путь», связывавший Северную Италию (через Бургундию) с испанскими Нидерландами.
Чтобы воспрепятствовать переходу Мантуи в руки профранцузского правителя, император Фердинанд II наложил на герцогство секвестр, то есть запрет как на выморочный (потерявший силу) имперский лен, что, по сути, было достаточно спорным при наличии такого числа наследников.

## Ход войны
Первым действием войны стало решение дона Гонсало Фернандеса де Кордоба, испанского губернатора Милана, и Карла-Эммануила Савойского о разделении Мантуи и Монферрата, чьи территории находились на восток от Милана. Испанский министр поддержал претендента из Гвасталлы, поскольку у того не было собственных сил, и от его имени заявил права на Мантую, а Карл-Эммануил получил право на Монферрат, с давней поры бывший объектом его интереса. В начале 1628 года савойско-испанские войска заняли монферратские города Трино, Альбу и Монкальво (которые отходили к ним по договору), а Карл Неверский, тем временем объявивший себя герцогом — Мантую. Испанские войска тем временем, под предводительством генерала Амброзио Спинолы осадили столицу Казале. Разногласия между союзниками последовали, когда Карл-Эммануил занял своими войсками большее количество территорий, чем это было обговорено.
Хотя Людовик XIII Французский и кардинал Ришельё были заняты дома, борясь с гугенотскими восстаниями в Лангедоке после падения Ла-Рошели (1628), в мае, не объявляя Испании формальной войны, послали силы на границы вблизи Миланского герцогства, чтобы освободить Казале, к осаде которого присоединились габсбургские войска из Милана. Французские войска перешли Альпы в марте 1629 года, взяли Сузу в Пьемонте, сняли осаду с Казале 18 марта и захватили крепость Пинероло 30 марта. В апреле с герцогом Савойским, разгромленным у перевала Монджиневро, был заключен Сузский мир, принудивший его к союзу с Францией и принявшей её сторону Венецией, после чего французы вернулись обратно, оставив небольшой гарнизон. (Папским посланником при переговорах в Казале был малоизвестный тогда  Мазарини).

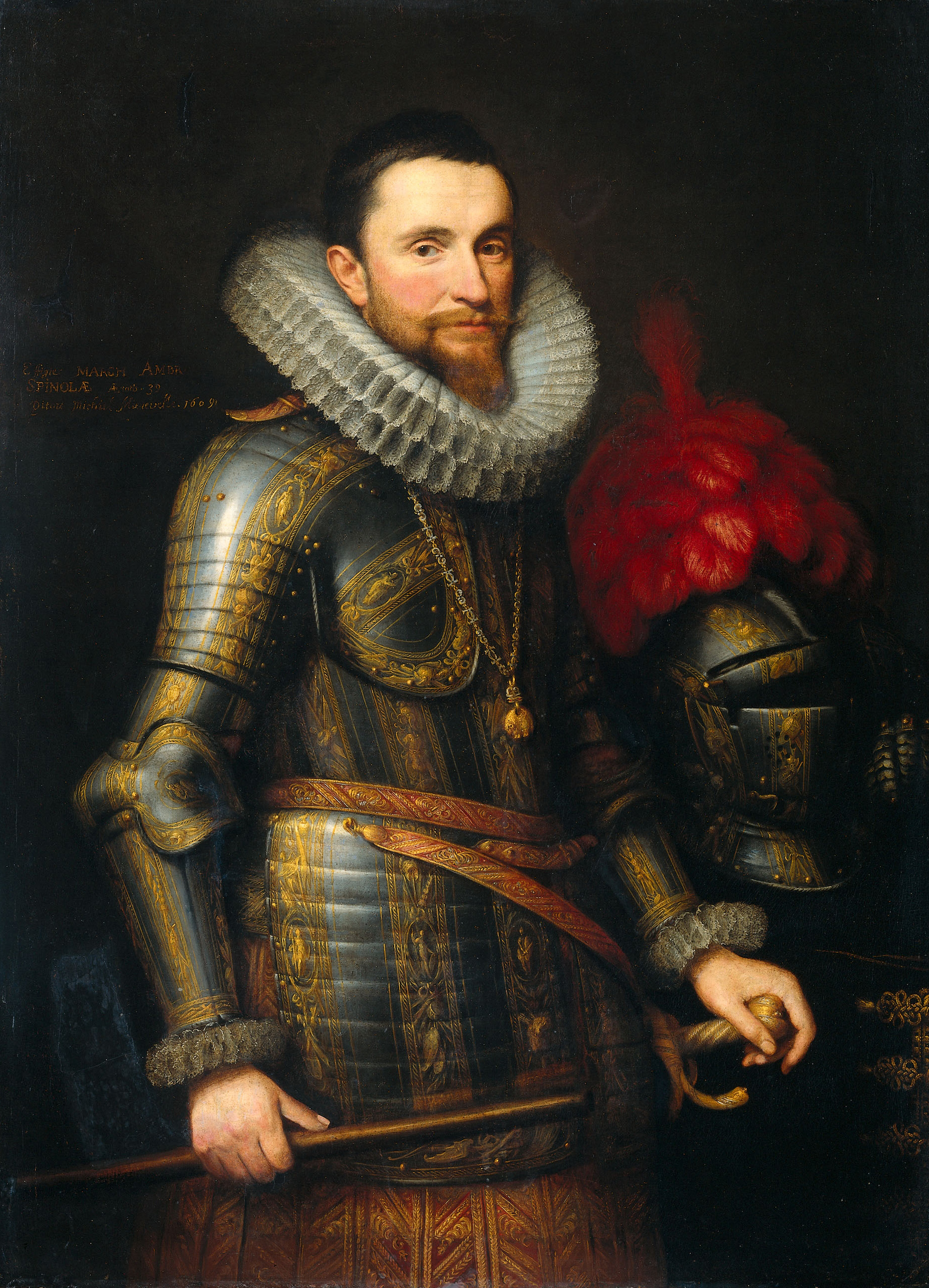
Амброзио Спинола

Император Фердинанд II являлся сеньором обоих спорных герцогств и под этим предлогом вмешался в конфликт на стороне Испании, сочтя себя спровоцированным прямым вмешательством французского короля. Войска Священной Римской империи (часть сил Валленштейна) под предводительством Рамбольдо, графа Коллальто, в мае 1630 года вторглись в швейцарский Граубюнден и ломбардскую Вальтеллину, взяли Гойто и окружили Мантую, готовясь также осадить Казале. Генерал Спинола увеличил нажим на Казале. Между тем Ришельё взял Савойю и Пинероль (март) и маркграфство Салуццо (май).

### Осада Мантуи
Осенью 1629 года Фердинанд II послал ландскнехтов для осады Мантуи. Карл Неверский остался без обещанной поддержки со стороны Франции. Имперские войска осадили Мантую, но первые атаки были отбиты. Город с 35 тыс. жителей был переполнен, так как к ним добавились около 60 тыс. беженцев. Имперцы сняли осаду и отошли на зимние квартиры, а в это время в городе разразилась эпидемия, унёсшая около 80 тыс. жизней.
В апреле 1630 года Мантую снова осадили. Она защищалась три месяца, не получая помощи. Но 18 июля, из-за измены одного из швейцарских офицеров герцога Карла, город был захвачен. После этого начался разграбление Мантуи, которое длилось трое суток, в результате город был разграблен подчистую. Герцогу Карлу с семьёй разрешили уехать в Феррару, но все его имущество было похищено. Библиотеку Гонзага захватил генерал Иоганн фон Альдринген (1588—1634), один из командующих имперскими войсками. Другим императорским командующим был Матиас Галас (1584—1647).
В боях за Мантую, кроме войск Карла Неверского, потерпели поражение и венецианские войска под командованием Ла-Валлетты, которые пытались извне оказать помощь осаждённым, но были разбиты дважды — у Виллабона и Маренисо.

### Продолжение

Герцогство Мантуя в 1620 году

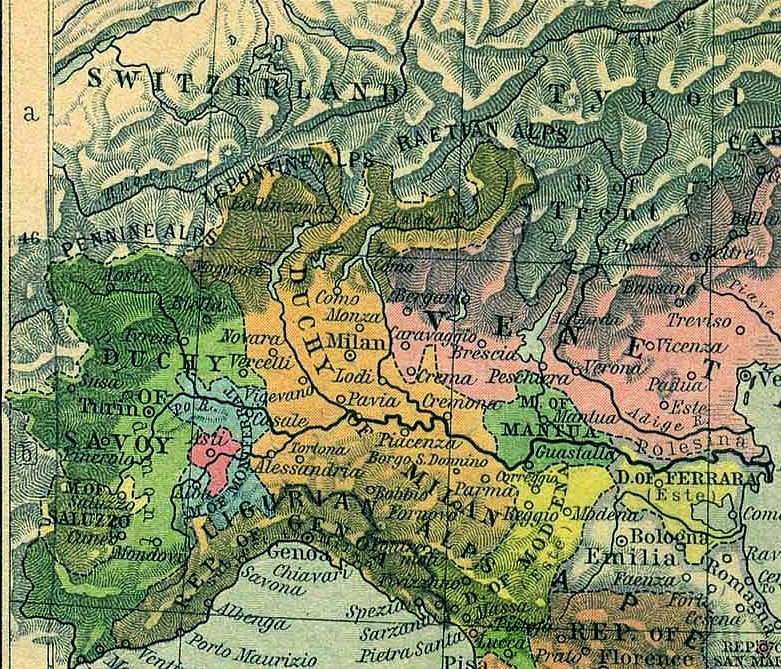

Однако несмотря на удачное начало войны, немецкие князья категорически отказались поддержать поход, мотивируя свой отказ тем, что без их разрешения император не имеет права начинать войну за пределами Германии. Тридцатилетняя война, тем временем, продолжалась, волнения шведов вызывали беспокойство, и Фердинанд должен был вернуть своё внимание на главный театр европейской войны.
Испанский губернатор был отозван из Милана из-за ненависти горожан, вызванной дефицитом хлеба. На следующую зиму Милан пострадал от бубонной чумы, принесенной армиями (это несчастье города живо описано Мандзони). Таким образом, инициативу у Испании перехватила Священная Римская империя.

#### Регенбургский мир
13 октября 1630 года по завершении переговоров с французскими представителями на собравшемся в Регенсбурге рейхстаге был заключён между сторонами т.н. Регенсбургский мир; императору Фердинанду II пришлось прийти к такому решению после получения известий о высадке шведов на севере империи (представителями на переговорах с французской стороны были «серый кардинал» отец Жозеф — Франсуа дю Трембле — и Николя Брюляр де Силлери). По статьям помянутого договора противоборствующим сторонам предписывались вполне компромиссные условия:
- Французам разрешили сохранить свой гарнизон в Граубюндене.
- Франция соглашалась оставить все города, завоёванные ею в Италии.
- Испания также получала Пинероль и Казале.
- Карл Неверский остается герцогом Мантуи и Монферрата в обмен на незначительные концессии Карлу-Эммануилу Савойскому и герцогу Гвасталлы.
- Габсбурги со своей стороны обязались сократить количество войск в регионе.

Правда, испанская сторона была всё же недовольна соглашением, и граф-герцог Оливарес, испанский первый министр, назвал этот мирный трактат простой капитуляцией.
Все же договор имел один неприятный для французов пункт: они должны были обязаться не вступать в состав антигабсбургской коалиции. Этот параграф был введен для того, чтобы ограничить Францию в продолжении конфликта. Из-за этого параграфа Ришельё отказался ратифицировать договор, и таким образом, Габсбурги остались в состоянии войны, хотя из данного региона войска уже отвели. Они послали новые силы к югу от Альп, о чём чрезвычайно пожалели, когда с севера вглубь их территории начал продвигаться шведский король Густав II Адольф с армией. Упорное сопротивление гарнизона Казале осаде и кризис, вызванный смертью генерала Спинолы, в конце концов, вынудили вернуться к повторному обсуждению мирного договора, уже в Кераско.

## Итоги
Испания терпела одно поражение за другим и согласилась на невыгодный мир в Кераско, 6 апреля 1631 года, подписанный в пьемонтском городке, который наконец положил конец военным действиям. Франция, которая успела в 1629 году взять Савойю, могла диктовать условия:
- Права Карла Неверского как правителя Мантуи и Монферрата были подтверждены.
- Франция объявила, что отказалась от дальнейших завоеваний в Италии
- Виктору Амадео I Савойскому было позволено унаследовать завоеванную французами Савойю после внезапной смерти своего отца Карла-Эммануила
- Также он получил монферратские города Трино и Альбу.
- Сыну Ферранте II, герцога Гвасталлы — Чезаре II, отдали Луццару и Реджоло.

Позже также выяснилось, что по секретному мирному договору, подписанному Виктором Амадеем, тот отдал французам город Пиньероль в обмен на часть маркизата Монферрато (г. Альба с прилегающими областями). Пинероль и ведущая к нему военная дорога стали важным для Франции плацдармом на пути в Италию.
Исход войны усилил международные позиции Франции. Война завершилась её победой, но Мантуя после опустошения имперскими войсками была настолько истощена, что навсегда потеряла своё культурное и экономическое значение.

## В художественной литературе
Осада Казале войсками под командованием Амброзио Спинолы описана Умберто Эко в «Острове накануне»; главный герой, Роберт де ла Грив, находился в городе во время осады, о чём он вспоминает во время пребывания на корабле «Дафна».